# Le Roi Scorpion 4 : La Quête du pouvoir
Série Le Roi Scorpion
Le Roi Scorpion 3 : L'Œil des dieux
(2012) Le Roi Scorpion : Le Livre des âmes
(2018)
Pour plus de détails, voir Fiche technique et Distribution.
Le Roi Scorpion 4 : La Quête du pouvoir (The Scorpion King 4: Quest for Power) est un film américain réalisé par Mike Elliott, sorti direct-to-video en 2015. C'est le 4e opus de la série Le Roi Scorpion, elle-même dérivée de la franchise La Momie.

## Synopsis
Mathayus est accusé à tort du meurtre du roi de Norvania. Il est contraint de fuir le royaume, poursuivi par les troupes de l'héritier diabolique du trône. Sur sa route, il croise un père et sa fille, qui seront ses seuls alliés.

## Fiche technique
Sauf indication contraire, les informations mentionnées dans cette section peuvent être confirmées par la base de données cinématographiques IMDb,  présente dans la section « Liens externes ».
- Titre original : The Scorpion King 4: Quest for Power
- Titre alternatif : The Scorpion King: The Lost Throne
- Titre français : Le Roi Scorpion 4 : La Quête du pouvoir
- Réalisation : Mike Elliott
- Scénario : Michael D. Weiss
- Musique : Geoff Zanelli
- Direction artistique : Vraciu Eduard Daniel et Vlad Roseanu
- Décors : Christian Niculescu et Gina Calin
- Costumes : Oana Paunescu
- Photographie : Trevor Michael Brown
- Son : Mihai Cosmin Popa
- Montage : Brian Scott Steele
- Production : Ogden Gavanski et Mike Elliott

Production exécutive : Bogdan Moncea
Coproduction : Greg Holstein et Jeff McEvoy
Production associée : Gary Oldroyd
Production déléguée : Sean Daniel, James Jacks, Stephen Sommers et Kevin Misher
Direction de production : Lisa Gooding
- Sociétés de production[1] : Universal 1440 Entertainment et Capital Arts Entertainment
- Sociétés de distribution[1] : Universal Studios Home Entertainment  (Tous médias)
- Budget : n/a
- Pays d'origine :  États-Unis
- Langue originale : anglais
- Format[2] : couleur - 1,78:1 (Widescreen) (16:9)
- Genre : Action, aventure et fantasy
- Durée : 105 minutes
- Dates de sortie[3] :
  - États-Unis : 6 janvier 2015 (vidéo à la demande sur Netflix) ; 13 janvier 2015 (DVD / Blu-ray)
  - France : 24 février 2015 (DVD / Blu-ray)
- Classification[4] :
  -  États-Unis : Accord parental recommandé, film déconseillé aux moins de 13 ans (PG-13 - Parents Strongly Cautioned)[Note 1].
  -  France : n/a

## Distribution
Sauf indication contraire, les informations mentionnées dans cette section peuvent être confirmées par la base de données cinématographiques IMDb,  présente dans la section « Liens externes ».
- Victor Webster (VF : Anatole de Bodinat ; VQ : Frédérik Zacharek) : Mathayus, le roi Scorpion
- Ellen Hollman (VF : Marie Diot ; VQ : Rose-Maïté Erkoreka) : Valina
- Will Kemp (en) (VF : Alexis Tomassian ; VQ : Philippe Martin) : Drazen
- Barry Bostwick (VF : Patrick Préjean ; VQ : Denis Mercier) : Sorrell Sarkov
- Rutger Hauer (VF : Patrick Béthune ; VQ : Hubert Fielden) : le roi Zakkour
- Michael Biehn (VF : Jean-François Vlérick ; VQ : Pierre Auger) : le roi Yannick
- M. Emmet Walsh (VF : Jean-Claude Sachot) : Gorak
- Royce Gracie : Anngar
- Leigh Gill (VF : Sam Sahli ; VQ : Hugolin Chevrette) : le chef Onus
- Esmé Bianco : Feminina
- Eve Torres (VF : Ana Piévic) : Chancara
- Brandon Hardesty (VF : Frédéric Souterelle) : Boris
- Rodger Halston : Roland
- Grant Elliott : Lavarta
- Lou Ferrigno : Skizurra
- Don « The Dragon » Wilson : Gizzan
- Roy Nelson : Roykus
- Antônio Silva : Cronkus
- Ian Whyte : le prince Duae

 Source et légende : version française (VF) sur RS Doublage et selon le carton du doublage français sur le DVD zone 2.

## Production
Le tournage a eu lieu en Roumanie, notamment à Bucarest

## Distinctions
En 2015, Le Roi Scorpion 4 : La Quête du pouvoir a remporté 1 récompense.

### Récompenses
- Union Roumaine des Cinéastes 2015 (Romanian Union of Filmmakers) : 
  - Prix de l'Union Roumaine des Cinéastes de la meilleure action acrobatique décerné à Razvan Gheorghiu et Mihaela Elena Oros.

## Autour du film
- Quatrième volet de la série Le Roi Scorpion, elle-même dérivée de la franchise La Momie, Victor Webster reprend le rôle de Mathayus qu'il tenait déjà dans le film précédent. Il devient ainsi le seul acteur à jouer ce rôle dans plusieurs films de la série si l'on excepte Dwayne Johnson qui, outre le premier film, jouait aussi le rôle dans Le Retour de la momie.
- Si le troisième film se situait vraisemblablement chronologiquement une dizaine d'années après le premier opus, alors que Mathayus avait perdu sa reine Cassandre et son royaume, rien ne permet d'affirmer combien de temps s'est écoulé entre les événements du troisième film et ce quatrième volet. D'autre part, si les événements du premier film et son ancienne épouse Cassandre sont bien brièvement mentionnés par Mathayus, aucune mention des événements du troisième film n'est faite et on ne retrouve ici aucun des personnages présents dans ce dernier. À la fin du Roi Scorpion 3, Mathayus retrouvait une épouse et un royaume en épousant la princesse Silda et en étant choisi pour nouveau roi par le peuple de cette dernière. Or, dans ce quatrième volet, on retrouve Mathayus à nouveau mercenaire et sans royaume et aucune explication n'est donnée à cela. La fin du film semble sous-entendre qu'il va épouser Valina et devenir roi du royaume de celle-ci.
- Si le but de cette série est de raconter la vie de Mathayus jusqu'au moment montré dans Le Retour de la Momie où il rassemble une armée pour envahir l'Égypte avant de vendre son âme à Anubis, il n'est donc pas possible que Mathayus trouve la paix en devenant roi et en restant au côté d'une même épouse, c'est la raison pour laquelle chaque nouveau film brise le semblant d'harmonie de la fin du film précédent pour Mathayus.